# Batalha de Neuve Chapelle
A Batalha de Neuve-Chapelle ocorreu na Primeira Guerra Mundial na região de Artois, na França. O ataque tinha a intenção de causar uma ruptura nas linhas de defesa alemãs, que seriam então empurradas para Aubers Ridge e possivelmente Lille. Um ataque francês em Vimy Ridge, no planalto de Artois, também foi planejado para ameaçar os cruzamentos rodoviários, ferroviário e de canais em La Bassée, vindos do sul, quando os britânicos atacaram pelo norte. Os britânicos romperam as defesas alemãs na vila de Neuve-Chapelle, mas o sucesso não pôde ser explorado.
Se o Décimo Exército francês tivesse capturado Vimy Ridge e a extremidade norte do planalto de Artois, de Lens a La Bassée, quando o Primeiro Exército Britânico tomou Aubers Ridge de La Bassée para Lille, um avanço adicional de 10 - 15 mi (16 - 24 km) cortaria as estradas e ferrovias usadas pelos alemães, para abastecer as tropas em Noyon Salient, de Arras ao sul até Reims. A parte francesa da ofensiva foi cancelada quando os britânicos foram incapazes de libertar o IX Corpo do exército francês do norte de Ypres, que tinha a intenção de se mover mais ao sul. O ataque francês e a contribuição francesa foi reduzida apenas ao apoio de sua artilharia pesada.
O Royal Flying Corps (RFC) realizou uma fotografia aérea, apesar do mau tempo, o que permitiu que a frente de ataque fosse mapeada em 1 400 m pela primeira vez, e para 1 500 cópias de mapas de escala de 1:5 000 a serem distribuídos para cada corpo. A batalha foi a primeira ofensiva britânica deliberadamente planejada e mostrou a forma que a guerra de posições tomou o resto da Frente Ocidental. A surpresa tática e a ruptura das defesas inimigas foram conseguidas, depois que o Primeiro Exército preparou o ataque com grande atenção aos pequenos detalhes. Após o primeiro ataque, atrasos inesperados diminuíram o ritmo das operações e o comando foi enfraquecido por causa das falhas de comunicação. A cooperação entre a infantaria e a artilharia quebrou quando o sistema telefônico deixou de funcionar e os alemães tiveram tempo de enviar reforços e fazer uma nova trincheira.

## Objetivos
Neuve-Chapelle é uma aldeia localizada entre Béthune e Lille. Fica a cerca de 32 km a sul de Ypres. Este primeiro ataque britânico fora planejado no início de 1915 por Douglas Haig, comandante do Primeiro Exército. A sua intenção fora a de tomar as linhas alemãs e de seguida, a aldeia, para depois colocar-se na depressão de Aubers, onde a elevação do solo era um ponto estratégico importante. Se tal se concretizasse, as linhas de comunicações inimigas entre La Bassée e Lille poderiam ser danificadas.

## Batalha
Apesar das más condições climáticas, os estágios iniciais da batalha foram ótimos para os britânicos. A RFC rapidamente garantiu o domínio aéreo e começou a bombardear ferrovias e reservas alemãs durante o percurso. Às 7h30 da manhã de 10 de março, os britânicos iniciaram um bombardeio de artilharia de trinta e cinco minutos por noventa canhões de campo de 18 libras do corpo indiano e do corpo IV, sobre o arame alemão que foi destruído em dez minutos. As quinze baterias restantes dos canhões de 18 libras, seis baterias de cerco de obuses de 6 polegadas e seis obus de QF de 4,5 polegadas e baterias com sessenta obuses atiravam nas trincheiras alemãs da linha de frente. As trincheiras tinham 0,91m de profundidade, com peitorais de 1,2 m de altura, mas eram incapazes de suportar um bombardeio de obus. O bombardeio foi seguido por um ataque de infantaria às 8h05 da manhã.
A Brigada Garwhal da Divisão de Meerut, e a Índia Corps atacou com todos os quatro batalhões em uma frente de 550 m, de Port Arthur a Pont Logy. À direita, o ataque rapidamente desmoronou, ambos os lados perdendo a direção e virando para a direita. O ataque confrontou uma parte da defesa alemã não bombardeada pela artilharia e antes que o erro fosse percebido, as dois batalhões de apoio fizeram o mesmo. As tropas indianas abriram caminho através das defesas alemãs e levaram 180 m da trincheira da frente alemã, apesar de muitas baixas. Os três batalhões Garhwal à esquerda avançaram em filas de pelotão a cinquenta passos de distância, cruzando rapidamente os 180 m da terra de ninguém e invadiram a infantaria alemã. Depois, eles seguiram para a trincheira de apoio alemã, o ataque levando apenas quinze minutos para concluir. Os líderes aliados então avançaram na estrada Port Arthur - Neuve Chapelle, as 9h00, juntamente com 200 prisioneiros e cinco metralhadoras.

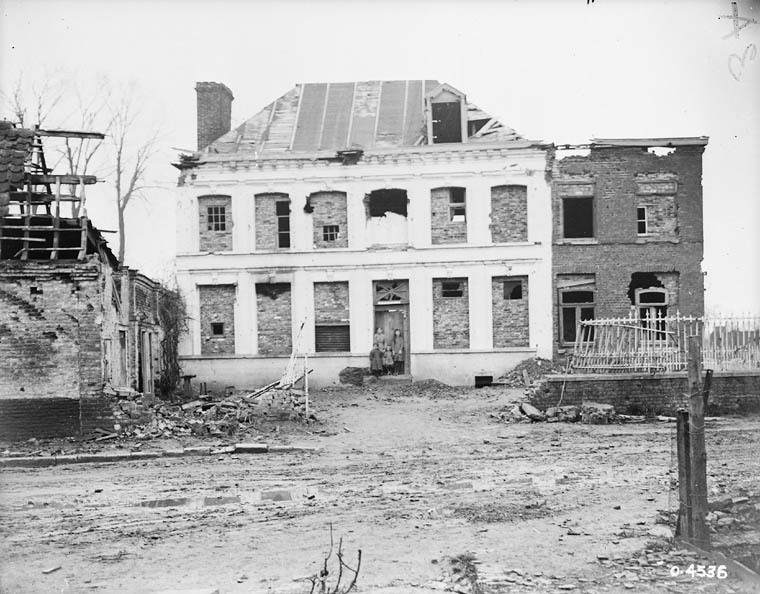
Casa de uma família sobrevivente a batalha destruída.

Uma brecha de 230m havia sido frita graças a perda de direção à direita, onde a guarnição alemã havia sido severamente bombardeada, mas os sobreviventes, cerca de dois pelotões da 10ª Companhia, do Regimento de Infantaria 16 lutaram. Um novo ataque britânico foi organizado a partir do norte, no qual as tropas de Garhwal se juntariam a um ataque frontal. Tropas alemãs se infiltraram para o norte, antes de serem forçadas a voltar por bombardeiros ( os Grenadier Guards apoderaram - se de lançadores de granadas e usurparam deles. ) e cargas de baioneta, mas o ataque indiano foi interrompido pelos alemães, a 200 m ao sul da estrada Port Arthur - Neuve Chapelle. Haig ordenou mais ataques naquele dia, com resultados igualmente decepcionantes.
As defesas alemãs no centro foram rapidamente invadidas em uma frente de 1 500 m e Neuve Chapelle foi capturada às 10h00. A pedido de Haig, o comandante e chefe britânico Marechal de Campo Sir John French, o britânico comandante na França, lançou a 5ª Brigada de Cavalaria para explorar o avanço esperado. À esquerda do ataque, duas companhias do batalhão alemão Jäger 11 (com cerca de  200 homens e uma metralhadora) atrasaram o avanço por mais de seis horas até serem forçadas a recuar, o que não deixou tempo para retomar o ataque. Embora a fotografia aérea tenha sido útil, ela não conseguiu identificar com eficiência os pontos fortes alemães. Comunicações primitivas também significavam que os comandantes britânicos tinham sido incapazes de manter contato, a batalha ficou descoordenada e isso interrompeu a entrega de suprimentos. Em 12 de março, as forças alemãs comandadas pelo príncipe herdeiro Rupprecht lançaram um contra-ataque que fracassou, mas obrigou os britânicos a usar a maior parte de sua munição de artilharia; a ofensiva britânica foi adiada em 13 de março e abandonada dois dias depois.